# Сафаров, Георгий Иванович
Георгий Иванович Сафаров (1891, Санкт-Петербург — 27 июля 1942 года, Саратов) — российский революционер, советский государственный и партийный деятель.

## Биография
Родился в армянско-польской семье архитектора. В 1905 участник социал-демократических кружков. В 1908 вступил в РСДРП. В 1910 эмигрировал, секретарь Цюрихской секции большевиков. В мае 1912 возвратился в Петербург. Был арестован. Бежал во Францию. В январе 1916 выслан из страны за антивоенную пропаганду. Обосновался в Швейцарии откуда приехал в Россию вместе с В. И. Лениным и Г. Е. Зиновьевым в так называемом «пломбированном вагоне».
Весной 1917 года — сотрудник редакции «Правда», член Петербургского комитета РСДРП(б).
В 1918 году — член Президиума Уральского областного комитета РКП(б), редактор газеты «Уральский рабочий». Как член Президиума Уральского областного комитета РКП(б) принимал решение о расстреле царской семьи.
Входил в состав редколлегии «Правды». Был ранен во время взрыва бомбы в задании МК РКП(б) в Леонтьевском переулке.
Весной 1919 года состоял в «военной оппозиции» VIII Съезда РКП(б).
В ноябре 1919 года был командирован в Семиречье, где развернул массовый террор против русских поселенцев («колонизаторов), выбрасывая людей из домов без имущества для высылки в Россию. Освободившиеся земли в рамках «деколонизации» отдавались коренным жителям. Опорой советской власти в регионе, на тот момент были именно русские крестьяне, посылавшие своих сыновей в Красную Армию, но Сафарова это не останавливало. «Колонизаторов» он усматривал и в русских представителях советского аппарата. Так, в июне 1921 года Сафаров переезжал из одной деревни в другую и устраивал собрания, на которых он произносил страстные речи и устраивал расправы. Так, в селе Кольцовка Каракольского (Пржевальского) уезда Сафаров приказал одному из присутствовавших киргизов избить русского поселенца Комарова, при этом Сафаров, размахивая револьвером, грозился «отправить на Луну» Комарова. В Прудках Сафаров заставил русских поселенцев вставать на табуретки и кричать «Я дурак!», при этом любой прохожий-киргиз мог дать каждому из них оплеуху.
Устроенный Сафаровым «деколониальный» террор привел к экономическому разорению региона и голоду, про действия Сафарова в Москву последовательно сообщали А.А. Иоффе, Я.Х. Петерс, Я.Э. Рудзутак, М.П. Томский. Наркомнац И. Сталин писал: "Два года сафаровской политики показали, что Сафаров не может вести ни систематической, ни осмотрительной, ни разумной политики, - он, обычно, утрирует некоторые истины нашей национальной политики, грубо перегибает палку и выскакивает за рамки всякой разумности". Но Ленин выгородил Сафарова, навязав его Сталину марте 1921 содокладчиком И. Сталина на Х съезде РКП(б) по национальному вопросу.
Тов. Г. Сафаров пишет мне от 21. VIII. 1921, что „редакция «Правды» отказалась поместить его статью о Туркестане хотя бы как дискуссионную“. Прошу прислать мне эту статью.В. И. Ленин, «В редакцию „Правды“», 2 сентября 1921
С лета 1920 член Туркбюро ЦК РКП (б). В 1922—1924 годах член Исполкома Коминтерна. Заведующий Восточным отделом и секретарь Исполкома Коминтерна. в Ленинградском обкоме партии, редактор «Ленинградской правды». Кандидат в члены ЦК партии (1921—1923 и 1924—1925).
Во внутрипартийной борьбе поддерживал Зиновьева, с 1925 года принадлежал к новой (ленинградской), а с 1926 года — к объединённой оппозиции. В 1926 году назначен 1-м секретарём полпредства в Китае, написал письмо в Политбюро, в котором охарактеризовал назначение как ссылку. В 1927 году был назначен в торговое представительство СССР в Турции, — отказался выехать, расценив это как ссылку за принадлежность к оппозиции, с ним солидаризировались Л. Д. Троцкий, Г. Е. Зиновьев и И. Т. Смилга.
18 декабря 1927 был исключён из ВКП(б), арестован, Особым совещанием при НКВД приговорён к 4 годам ссылки и выслан в Ачинск. После подачи заявления об отходе от оппозиции 9 ноября 1928 был восстановлен в ВКП(б). С 1930 года и до декабря 1934 — вновь заведующий Восточным отделом Исполкома Коминтерна.
25 декабря 1934, после убийства С. М. Кирова арестован в рамках дел «Кировского потока». 16 января 1935 года был осуждён на 2 года ссылки по так называемому делу «ленинградской контрреволюционной зиновьевской группы Сафарова, Залуцкого и других».
Ссылку вновь отбывал в городе Ачинск Красноярского края. Был арестован в Ачинске 16 декабря 1936 года; 21 декабря Особым совещанием при НКВД СССР за «контрреволюционную троцкистскую деятельность» (КРТД) был приговорён к 5 годам лишения свободы. Наказание отбывал в Воркуте, куда прибыл 15 января 1937 года.
В справке по делу, подготовленной 16 октября 1961 года ответственным контролёром КПК при ЦК КПСС и военным прокурором ГВП, отмечалось:

 «Особо необходимо остановиться на показаниях Сафарова. На неоднократных допросах в процессе предварительного следствия по настоящему делу Сафаров назвал 111 человек — Зиновьева, Каменева и многих других бывших участников оппозиции, а также лиц, которым Сафаров приписывал участие в оппозиции. Не приводя конкретных фактов, которые бы могли быть положены в основу обвинения названных им лиц в антисоветской деятельности, Сафаров приписывал им проведение таковой и каждому из них дал отрицательную политическую характеристику… Впоследствии, в 1938—1940 годах, в период пребывания в местах лишения свободы, Сафаров использовался в качестве свидетеля-провокатора и по заданию работников органов госбезопасности, а также и по своей инициативе давал … показания на многочисленных лиц… В заявлении от 10 сентября 1941 года Сафаров сообщал б[ыв]. наркому госбезопасности Меркулову, что он в продолжение свыше двух лет „неукоснительно выполнял задания следственной части по борьбе с врагами“. В другом заявлении, на имя Берия, Сафаров указывал, что он ещё может быть „чем-либо полезным НКВД“, просил возобновить выдачу ему дополнительного питания и денег…»
Во время отбывания наказания Сафаров Г. И. постановлением Особого совещания при НКВД СССР от 16 июля 1942 года «за антисоветскую троцкистскую террористическую деятельность» расстрелян 27 июля 1942 года.
Сафаров Г. И. является единственным осуждённым по делу «Ленинградской контрреволюционной зиновьевской группы», который не был реабилитирован при рассмотрении дела Военной коллегией Верховного Суда СССР 23 августа 1957 года, 8 февраля 1958 года и 21 июня 1962 года, так как ГВП пришла к выводу, что «Сафарова Г. И., учитывая его провокаторскую деятельность после ареста, реабилитировать нецелесообразно».
По этой причине в 1990 году он не был посмертно восстановлен в партии. В 1991 году реабилитирован.
Жена — Морточкина Валентина Сергеевна, род. 28 февраля 1891 г., также пассажирка «пломбированного вагона».  Расстреляна в 1938 году.

## Сочинения
- Общество и государство. — Пг.: Госиздат, 1919.
- О научных основах коммунизма. — СПб.: Госиздат, 1921.
- Колониальная революция. — М., 1921. (монография по истории революционного движения в Туркестане).

Автор в своей работе указал на откровенно колонизаторский характер советской власти в Средней Азии. Работа Сафарова критиковалась всеми последующими советскими историками, занимавшимися данной темой.
- Национальный вопрос и пролетариат. — М.: Красная новь, 1923.
- Теория перманентной революции и троцкизм : Доклад чит. 19 ноября 1924 г. в Дискуссионном клубе ЛК РКП(б) — Ленинград : Прибой, 1924. — 30 с.
- Основы ленинизма. — Л.: Прибой, 1924.
- Классы и классовая борьба в китайской истории. — М., Л.: Госиздат, 1928.
- Проблемы национально-колониальной революции. — Л.: Гос. социально-экономическое изд-во, 1931.
- Очерки по истории Китая. — М.: ОГИЗ-Соцэкгиз, 1933. — 405 с. — 10 000 экз.